# Bulbophyllum rupicola
Bulbophyllum rupicola là một loài phong lan thuộc chi Bulbophyllum.

## Hình ảnh

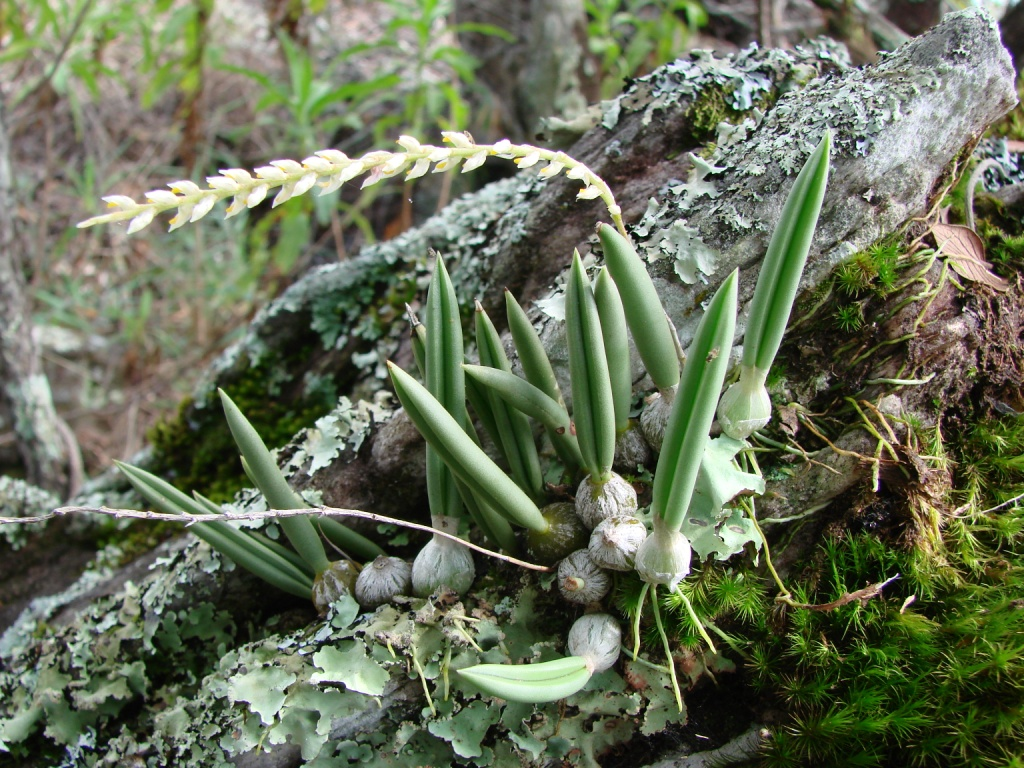